# جاك باين
جاك باين (بالإنجليزية: Jack Payne)‏ (5 ديسمبر 1991 في المملكة المتحدة - ) هو لاعب كرة قدم بريطاني في مركز الوسط. لعب مع نادي بيتربورو يونايتد ونادي غيلينغهام ونادي ليتون أورينت.

## وصلات خارجية
- جاك باين على موقع قاعدة بيانات كرة القدم.إي يو (الإنجليزية)
- جاك باين على موقع Soccerbase.com (لاعب) (الإنجليزية)
- جاك باين على موقع Soccerway.com (الإنجليزية)